# Ганна Іванівна (велика княгиня)
Ганна (Софія) Іванівна (? — після 1471) — донька тверського князя Івана Івановича, дружина великого князя литовського й руського Свидригайла Ольгердовича. 

## Жиитєпис
Народилась в сім'ї тверського князя Івана Івановича, про якого збереглось мало відомостей. Анна була родичкою Свидригайла як по батьківській так і по материній лінії
За С. Полеховим весілля Анни із Свидригайлом відбулось між листопадом 1430 і червнем 1431 року. Ймовірно прийняла католицизм з іменем Софія. 1 вересня 1432 р. після перевороту у Великому князівстві Литовському, вчиненому противниками Свидригайла у Ошмянах, вагітна Анна потрапила в полон до Сигізмунда Кейстутовича, який був проголошений змовниками великим князем. Згодом була звільнена з полону, її мав взяти під захист рідний брат, князь городецький Ярослав Іванович, однак через поразку Свидригайла у битві при Ошмянах визволити Анну не вдалось.
Після битви під Вількомиром (1435) згадки про Анну зникають до 1442 року, коли Свидригайло почав правити на Волині. Близько 1447 р. Казимир Ягелончик надав Анні місто Давид-Городок з округою. Княгиня пережила свого чоловіка, котрий помер в 1452 р., і княжила в Городку до своєї смерті між 1471 і 1484 рр.
Ймовірно у Анни і Свидригайла був син, який народився в кінці 1432 р., однак невдовзі помер, тому що пізніші згадки про нього відсутні.